# Sinanoğlu, Ferizli
Sinanoğlu là một xã thuộc quận Ferizli, tỉnh Sakarya, Thổ Nhĩ Kỳ. Dân số thời điểm năm 2008 là 2.823 người.